# Ciclismo ai Giochi della VIII Olimpiade
Le competizioni di ciclismo dei Giochi della VIII Olimpiade si svolsero dal 23 al 27 luglio 1924 al Velodromo di Vincennes per le competizioni su pista mentre le competizioni su strada si svolsero il giorno 23 luglio 1924 nei dintorni di Parigi con arrivo allo Stadio di Colombes.

## Podi
| Evento                            | Oro                                                                           | Prestazione | Argento                                                                  | Prestazione | Bronzo                                                                     | Prestazione |
| Ciclismo su strada                |                                                                               |             |                                                                          |             |                                                                            |             |
| Corsa individuale (dettagli)      | Armand Blanchonnet                                                            | 6h20'48"    | Rik Hoevenaers                                                           | a 9'39"     | René Hamel                                                                 | a 10'03"    |
| Corsa a squadre (dettagli)        | Francia Armand Blanchonnet René Hamel Georges Wambst André Leducq             | 19h30'14"   | Belgio Rik Hoevenaers Auguste Parfondry Jean Van Den Bosch Fernand Saivé | a 16'41"    | Svezia Gunnar Sköld Erik Bohlin Ragnar Malm Erik Bjurberg                  | a 29'27"    |
| Ciclismo su pista                 |                                                                               |             |                                                                          |             |                                                                            |             |
| Velocità (dettagli)               | Lucien Michard                                                                | 12"8        | Jacob Meijer                                                             | -           | Jean Cugnot                                                                | -           |
| Tandem (dettagli)                 | Francia Lucien Choury Jean Cugnot                                             | 12"6        | Danimarca Willy Falck Hansen Edmund Hansen                               | -           | Paesi Bassi Gerard Bosch van Drakestein Maurice Peeters                    | -           |
| Inseguimento a squadre (dettagli) | Italia Angelo De Martini Alfredo Dinale Aurelio Menegazzi Francesco Zucchetti | 5'15"0      | Polonia Józef Lange Jan Łazarski Tomasz Stankiewicz Franciszek Szymczyk  | -           | Belgio Léonard Daghelinckx Rik Hoevenaers Fernand Saivé Jean Van Den Bosch | -           |
| 50 chilometri (dettagli)          | Ko Willems                                                                    | 1h18'24"    | Albert Alden                                                             | -           | Harry Wyld                                                                 | -           |

## Medagliere
| Pos.   | Paese         | Oro | Argento | Bronzo | Totale |
| ------ | ------------- | --- | ------- | ------ | ------ |
| 1      | Francia       | 4   | 0       | 2      | 6      |
| 2      | Paesi Bassi   | 1   | 1       | 1      | 3      |
| 3      | Italia        | 1   | 0       | 0      | 1      |
| 4      | Belgio        | 0   | 2       | 1      | 3      |
| 5      | Gran Bretagna | 0   | 1       | 1      | 2      |
| 6      | Danimarca     | 0   | 1       | 0      | 1      |
| 6      | Polonia       | 0   | 1       | 0      | 1      |
| 8      | Svezia        | 0   | 0       | 1      | 1      |
| Totale | Totale        | 6   | 6       | 6      | 18     |